# Sionne (Cantal)
Pour les articles homonymes, voir Sionne.
La Sionne ou Sione est un ruisseau français du Massif central dont le cours est intégralement situé dans le département du Cantal. C'est un affluent de l'Auze et un sous-affluent de la Dordogne.

## Géographie
De 15,1 km de longueur, la Sionne prend sa source à 982 mètres d’altitude, sur la commune de Salers, à deux kilomètres au nord-est du village, au lieu-dit le Pré Grand et se jette dans l'Auze en rive gauche un kilomètre au sud-ouest de  Salins, entre Ally et Le Vigean, 529 mètres d’altitude.

## Communes traversées
Dans le seul département du Cantal, la Sionne traverse cinq communes :
- dans le sens amont vers aval : Salers (source), Saint-Bonnet-de-Salers, Drugeac, Ally, Le Vigean.

## Affluents
Son principal affluent est, sur sa rive gauche, la Chavarivière, 11,2 km sur quatre communes avec un seul affluent.